# Entephria contrastata
Entephria contrastata là một loài bướm đêm trong họ Geometridae.